# Wenzhou
Pour l’article homonyme, voir Wenzhou (langue).
Wenzhou (chinois simplifié : 温州 ; chinois traditionnel : 溫州 ; pinyin : Wēnzhōu ; Wade : Wen¹chou¹ ; EFEO : wen tcheou ; cantonais Jyutping : Wan¹zau¹ ; cantonais Yale : wānjāu,  ; wenzhounais : [ʔy33-11 tɕiɤu33-32] (iu ciou)), historiquement connu en anglais comme Wenchow, est une ville-préfecture dans l'extrême sud-est de la province du Zhejiang en Chine.
Se trouvant à 400 km au sud de Shanghai, la ville portuaire de Wenzhou partage ses frontières avec Lishui à l'ouest, Taizhou au nord et la province du Fujian au sud. Elle est entourée de montagnes, de la mer de Chine orientale et de 436 îles, tandis que ses plaines sont presque entièrement sur le long de la côte de la mer de Chine orientale, soit près de 355 kilomètres de long. La majeure partie de la région de Wenzhou est montagneuse, car près de 76 % de sa superficie de 11 784 kilomètres carrés y est classée en tant que montagnes et collines[réf. nécessaire].
Lors du recensement national de 2010, la ville de Wenzhou compte 9,1 millions d'habitants dont 3 039 439 dans la ville elle-même ; 31.16 % de ces 9,1 millions de personnes sont des résidents venant de l'extérieur de Wenzhou.

## Généralités
Wenzhou, qui se traduit par « préfecture douce / tempérée », tire son nom de son climat, car il ne fait ni extrêmement chaud en été ni extrêmement froid en hiver.
À l'origine connu sous le nom de Yongjia (chinois : 永嘉 ; pinyin : Yǒngjiā ; Wade : Yung³chia¹), Wenzhou était un port prospère de traité étranger, qui reste bien préservé de nos jours. Elle est située dans une région montagneuse et c'est ce qui, au long de l'histoire, a préservé sa singularité vis-à-vis du reste du pays. La langue et sa culture locale sont très distinctes, non seulement du reste de la Chine, mais aussi des régions avoisinantes : on y parle un dialecte de la famille de langue Wu, très différent du mandarin sur les aspects phonétique et grammatical.
C'est une ville historiquement industrielle et considérée par les chinois comme une ville riche où l'on pouvait trouver du travail facilement. Cette affirmation vient du fait que cette ville était principalement composée de commerçants qui voyageaient dans la Chine entière, pour vendre des produits très divers.
Etant située sur le littoral, cette ville est également connue pour ses émigrants qui quittent leur pays d'origine pour l'Europe et les États-Unis, notoirement connu pour être des entrepreneurs qui commercent dans la restauration, la revente au détail ou en gros dans leurs pays d'accueil. Les personnes originaires de Wenzhou forment un grand nombre de résidents d'origine chinoise d'Italie (la majorité des chinois d'Italie sont de la communauté Wenzhou), de France ou encore d'Espagne.

## Culture et religion
La population de Wenzhou parle le dialecte de Wenzhou, Wenzhou Hua (温州话). Cette appellation désigne un groupe de parlers Wu méridionaux se distinguant par son caractère transitionnel vers les idiomes min orientaux.
La population de Wenzhou compte 11 % de chrétiens (la ville étant d'ailleurs surnommée la « Jérusalem de Chine »,,), ce qui la distingue fortement des autres régions chinoises. La ville est le siège du diocèse de Yongjia avec la cathédrale catholique Saint-Paul construite à la fin du XIXe siècle par les missionnaires lazaristes français.
En 2014, les autorités chinoises, considérant la construction de l'église de Sanjiang comme illégale, décident de la démolir.

### Patrimoine

#### Îlot Jiangxin
L'îlot Jiangxin (江心屿, « îlot au cœur du fleuve »), sur lequel se trouve le temple Jiangxin (江心寺) et la tour de pagode de l'ouest (西塔) est un site touristique classé 4A. Il est situé dans le centre-ville, à la limite Nord du District de Lucheng, sur le fleuve Ou (瓯江). Il comporte le jardin de penjing (ou bonzai) de Wenzhou (温州盆景园). Celle îlot comporte également, le mémorial aux martyrs de la révolution de Wenzhou (温州革命烈士纪念馆). un ancien phare et une tour de pagode se dressent des 2 côtés du quartier ancien de l'île. D'anciens bâtiments coloniaux tels que le consulat britannique agrémentent également l'île.

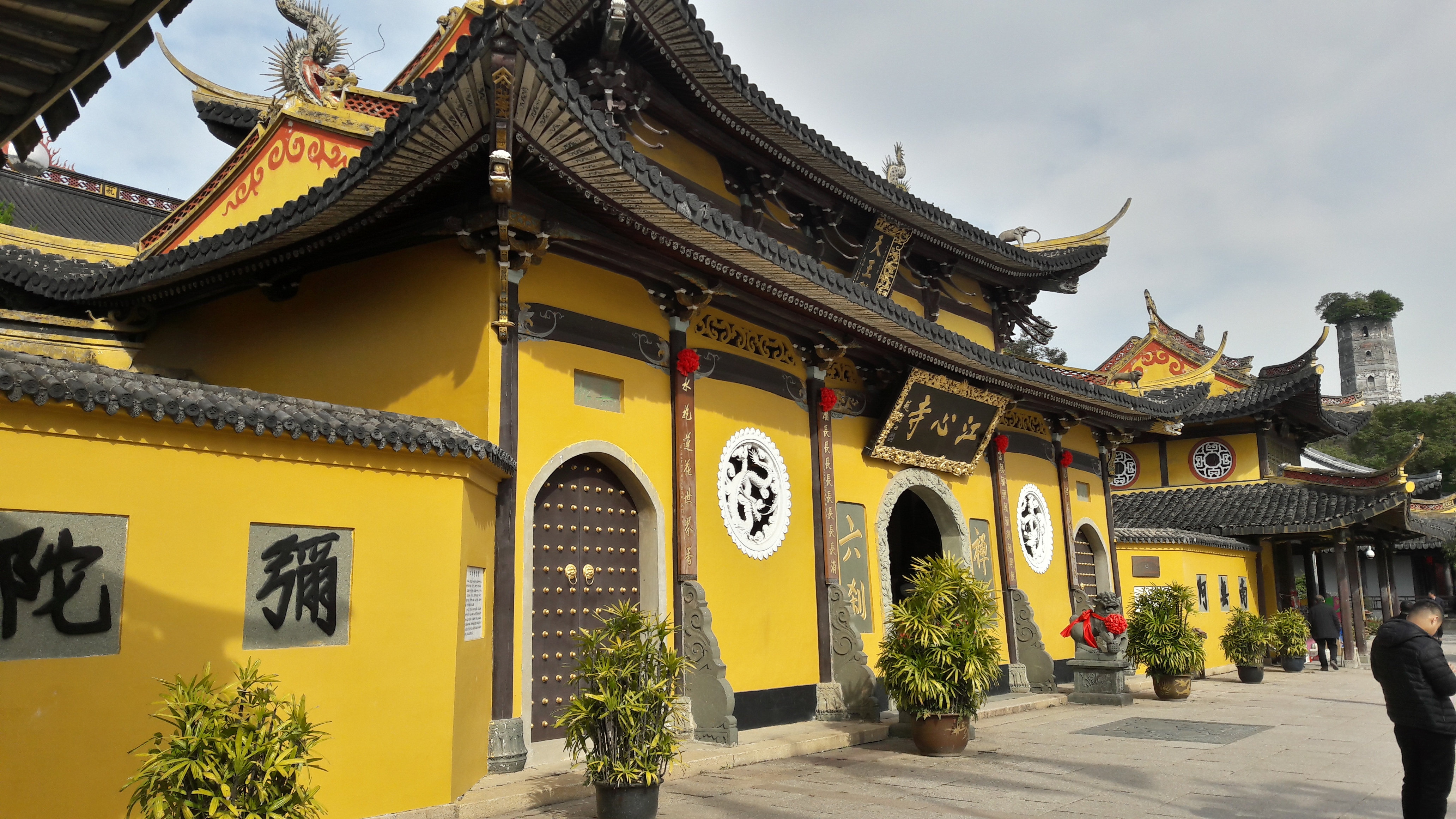
Temple Jiangxin.
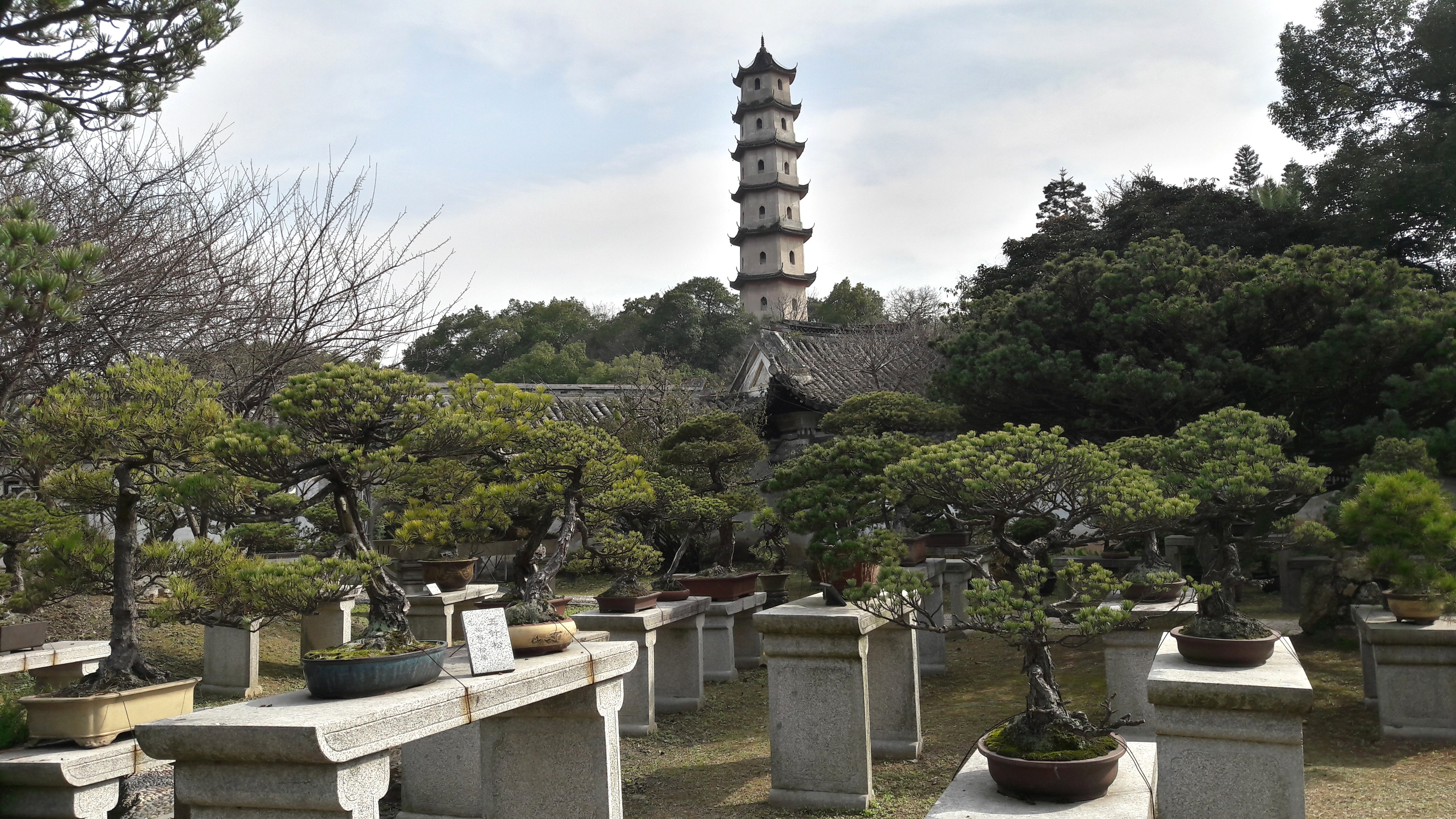
Jardin des penjing et tour de pagode en arrière-plan.
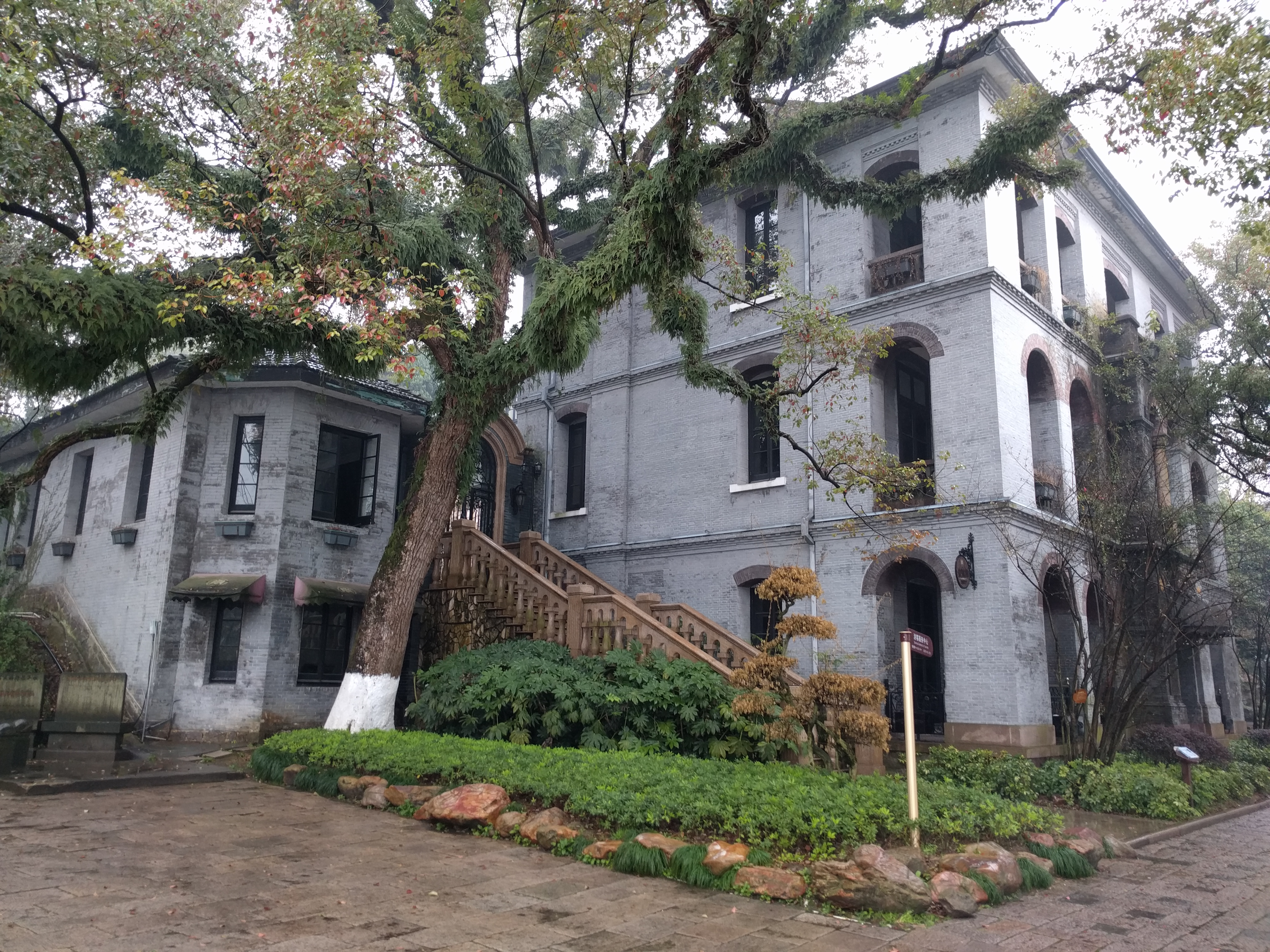
Ancien consulat britannique.
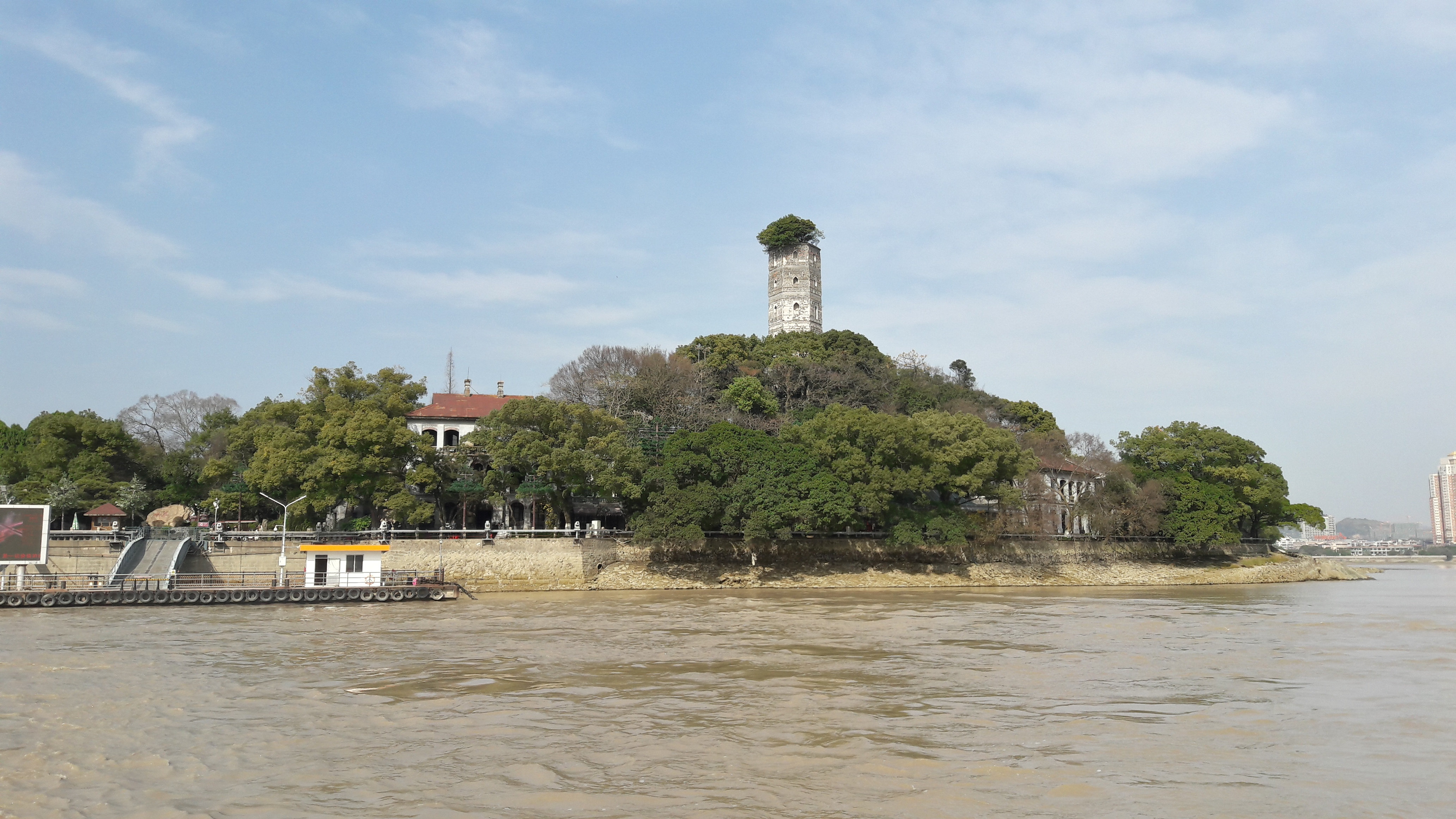
ancien phare et, devant, bâtiment de l'ancien consulat britannique.
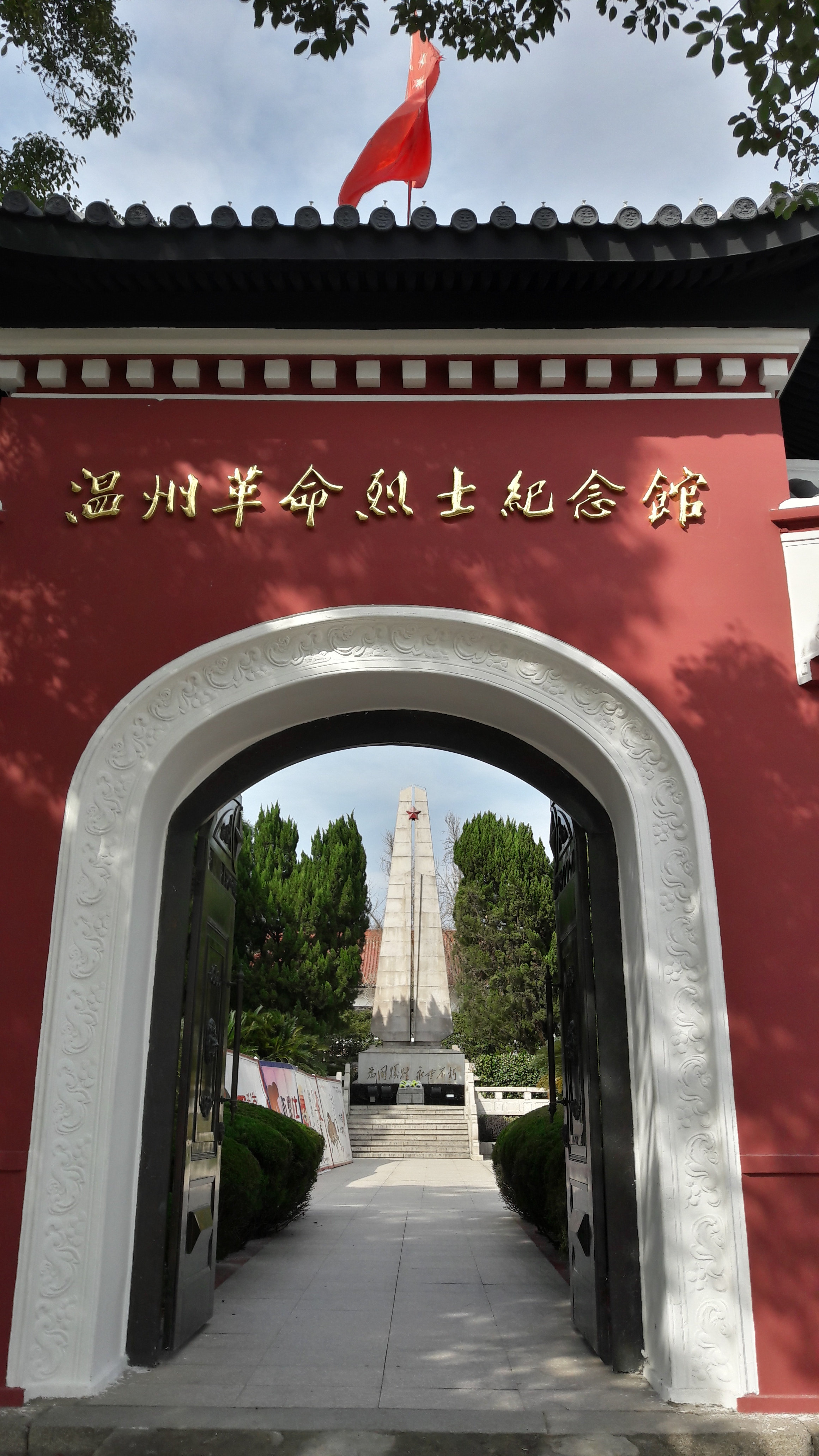
Mémorial des martyrs de la révolution.

#### Monts Yandang
De nombreux temples et autels bouddhistes, ainsi que quelques temples taoïstes sont situés dans le massif des Monts Yandang, situé dans la partie nord de la ville-préfecture.

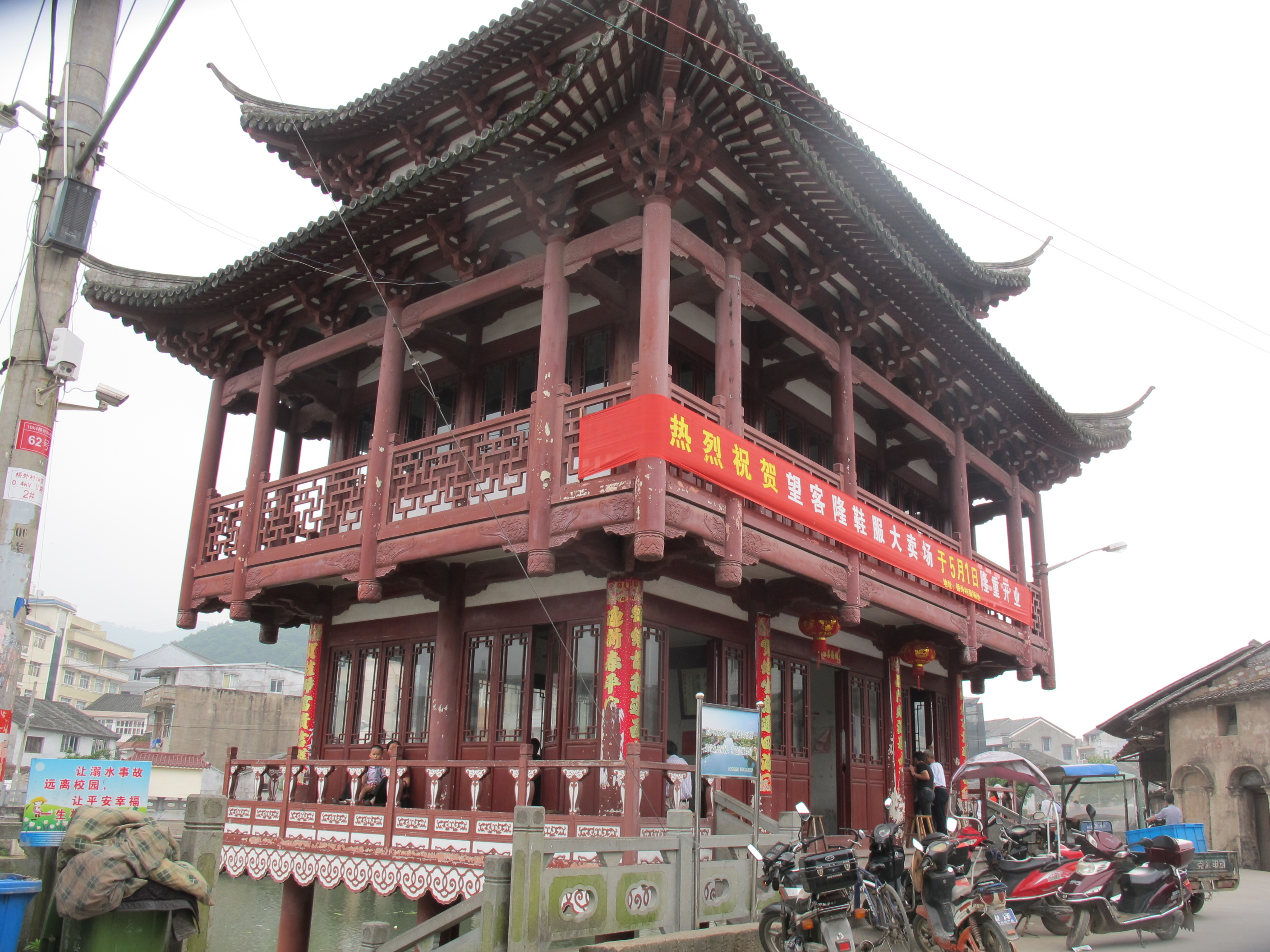
Pavillon dans la région des monts yandang.
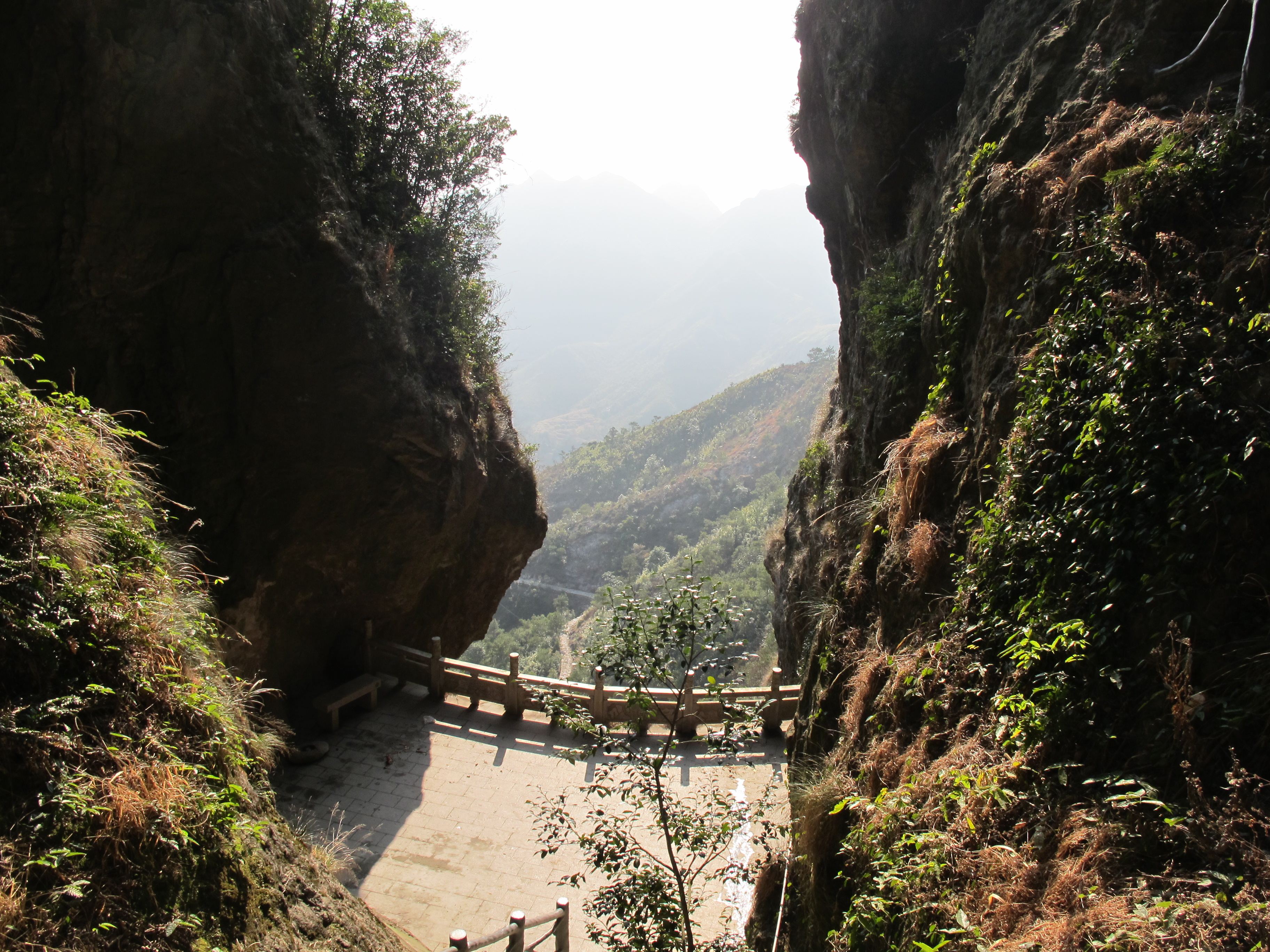
Vue depuis la terrasse Guanyin.
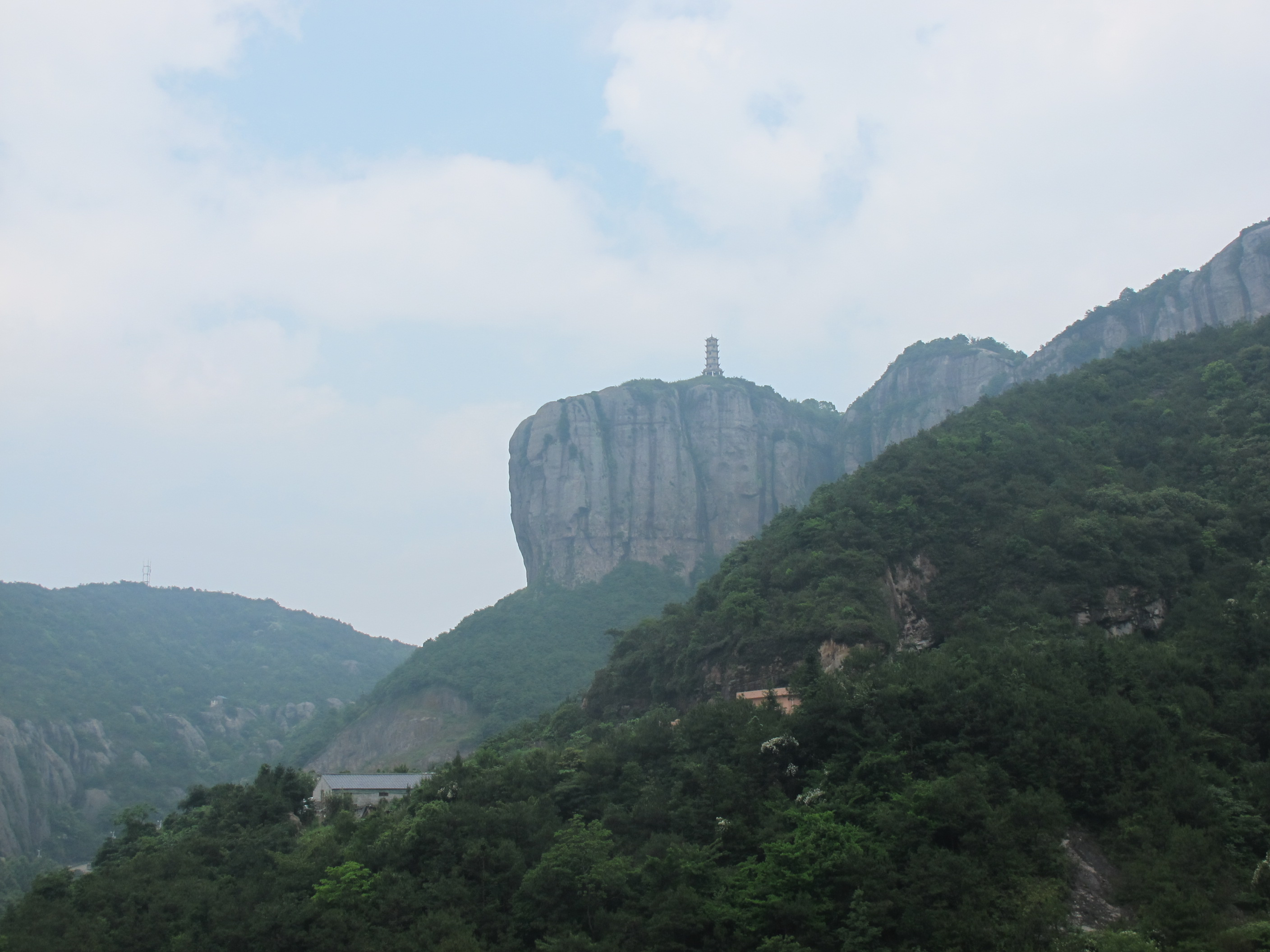
Paysage de la grotte de la Corne de chèvre (羊角洞).
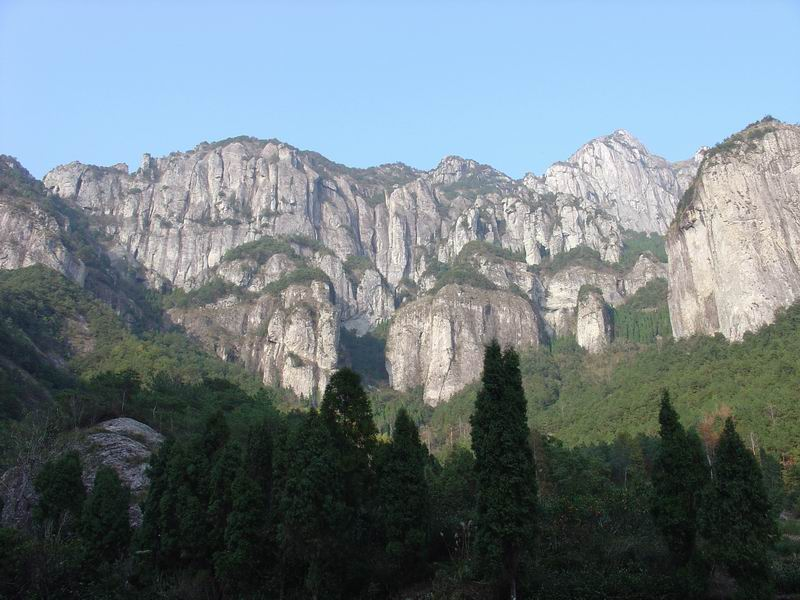
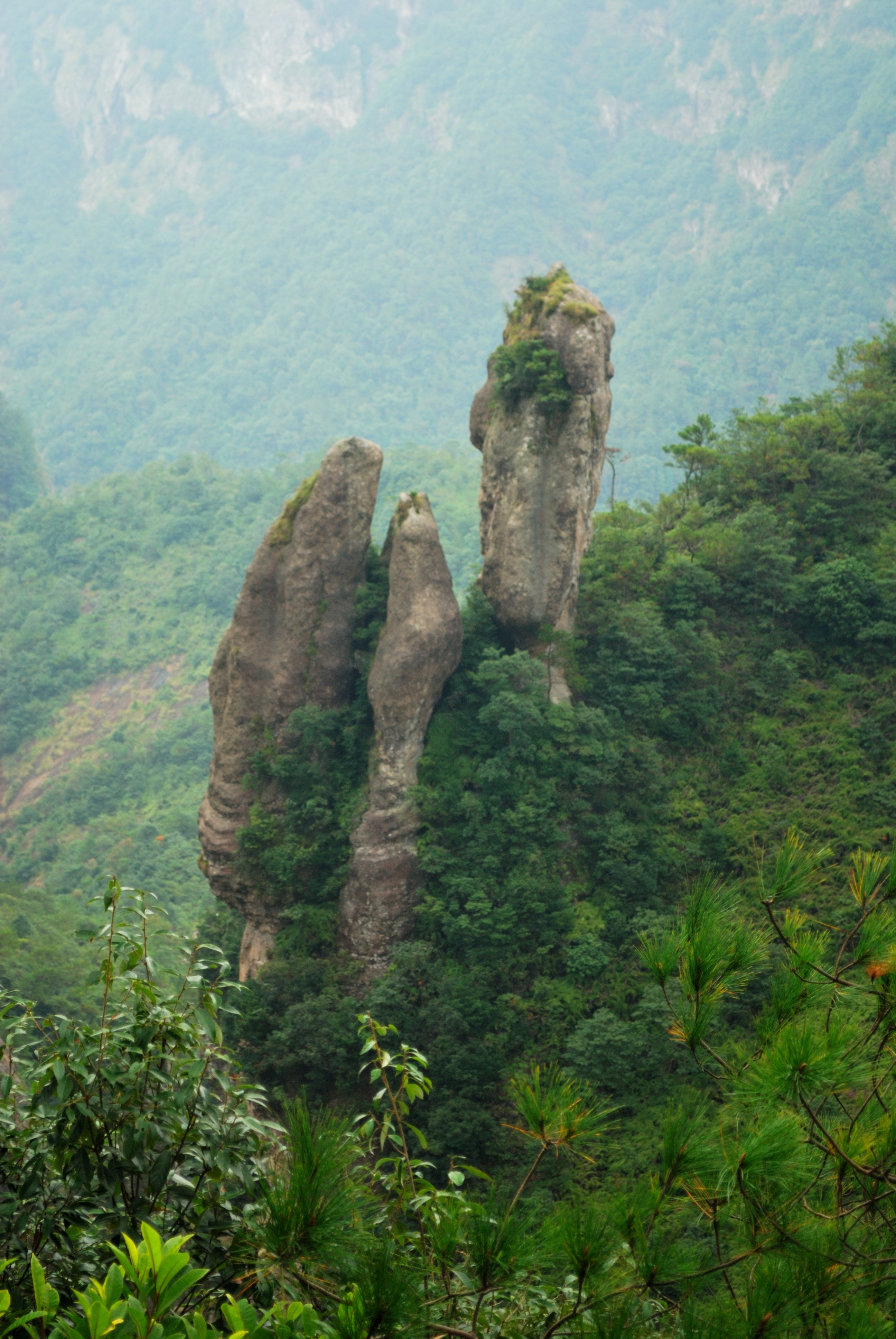

#### Autres
Le temple Huguo (护国寺) est situé dans le parc Jingshan.

## Géographie
Le centre-ville historique de Wenzhou est situé au bord du fleuve Ou, dans le district de Lucheng.
Les Monts Yandang (雁荡山), situé au nord de la ville, sont un grand massif de montagne fait d'anciens volcans. On y trouve différentes chutes d'eau d'environ 100 mètres de haut, ainsi que des montagnes aux différentes formes, faisant la particularité de cette région.

### Subdivisions administratives
La ville-préfecture de Wenzhou exerce sa juridiction sur onze subdivisions, quatre districts, deux villes-districts et cinq xian :
| Carte | Carte               | Carte  | Carte         | Carte                            | Carte                            | Carte               |
| --- | ------------------- | ------ | ------------- | -------------------------------- | -------------------------------- | ------------------- |
| \| Lucheng Ouhai Longwan Dongtou Yongjia Pingyang Taishun Cangnan Wencheng Yueqing · (ville) Rui'an · (ville) \| |                     |        |               |                                  |                                  |                     |
| # | Nom                 | Hanzi  | Hanyu pinyin  | Population (Recensement de 2000) | Population (Recensement de 2010) | Superficie (en km2) |
| 1 | District de Lucheng | 鹿城区 | Lùchéng Qū    | 875,006                          | 1,293,300                        | 294.38              |
| 2 | District de Longwan | 龙湾区 | Lóngwān Qū    | 204,935                          | 749,300                          | 279                 |
| 3 | District d'Ouhai    | 瓯海区 | Ōuhǎi Qū      | 835,607                          | 996,900                          | 614.5               |
| 6 | District de Dongtou | 洞头区 | Dòngtóu Qū    | 96,744                           | 87,700                           | 100                 |
| 4 | Ville de Rui'an     | 瑞安市 | Ruì'ān Shì    | 1,207,788                        | 1,424,700                        | 1271                |
| 5 | Ville de Yueqing    | 乐清市 | Yuèqīng Shì   | 1,162,765                        | 1,389,300                        | 1174                |
| 7 | Xian de Yongjia     | 永嘉县 | Yǒngjiā Xiàn  | 722,390                          | 789,200                          | 2674                |
| 8 | Xian de Pingyang    | 平阳县 | Píngyáng Xiàn | 740,448                          | 761,700                          | 1042                |
| 9 | Xian de Cangnan     | 苍南县 | Cāngnán Xiàn  | 1,167,589                        | 1,184,600                        | 1272                |
| 10 | Xian de Wencheng    | 文成县 | Wénchéng Xiàn | 264,878                          | 212,100                          | 1271                |
| 11 | Xian de Taishun     | 泰顺县 | Tàishùn Xiàn  | 279,799                          | 233,400                          | 1762                |
| Lucheng Ouhai Longwan Dongtou Yongjia Pingyang Taishun Cangnan Wencheng Yueqing · (ville) Rui'an · (ville)       |                     |        |               |                                  |                                  |                     |

## Économie

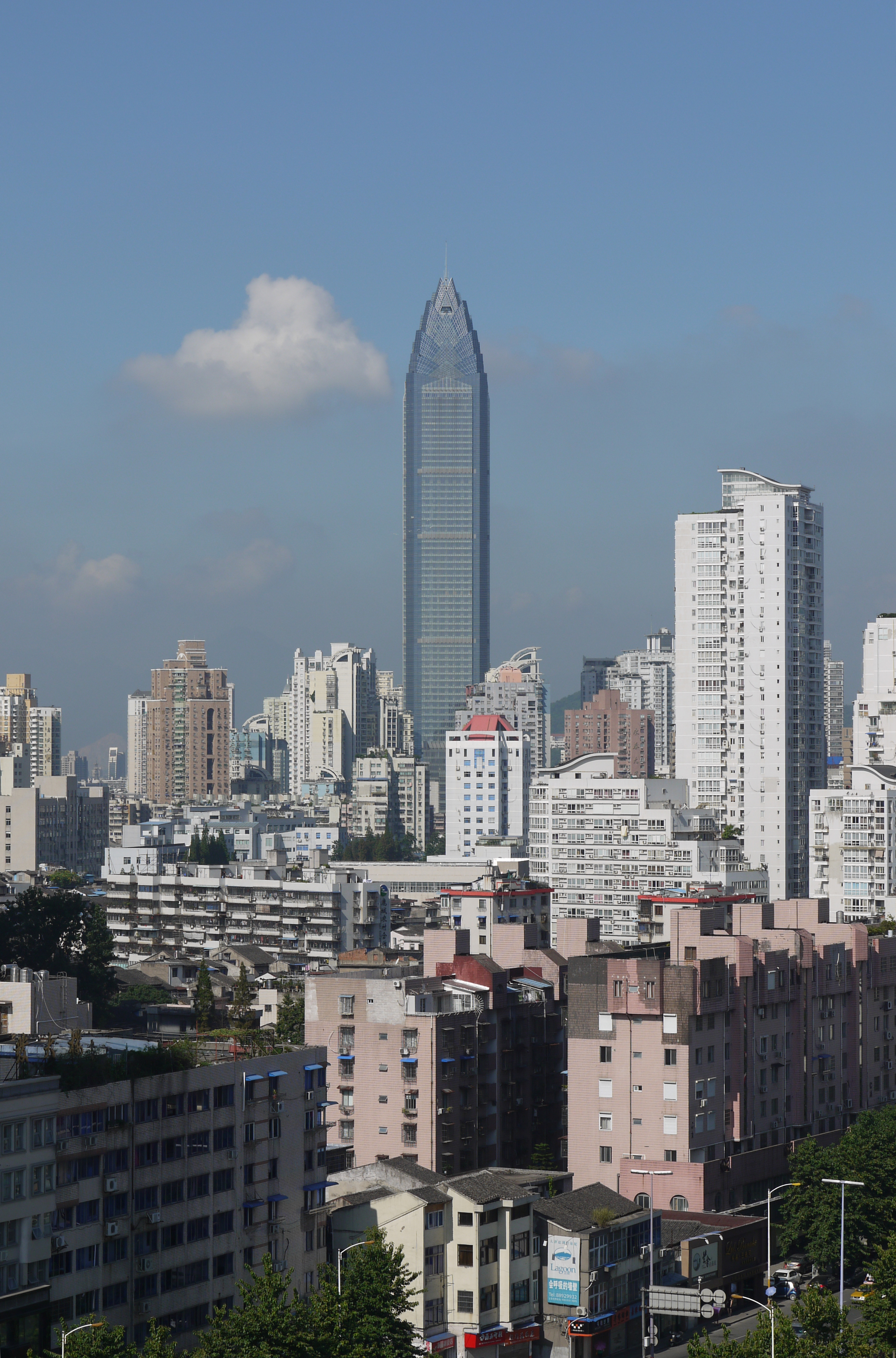
Le Wenzhou World Trade Center.

La population de la ville de Wenzhou jouit d'un des plus hauts revenus par habitant en Chine, faisant partie de la province du Zhejiang, une des plus riches provinces du littoral chinois.
En 2006, le PIB total était de 183,8 milliards de yuans (18 milliards d'euros), et le PIB par habitant de 24 390 ¥ (2 200 €).
Avec cette grande puissance économique, de plus en plus de tours et gratte-ciels poussent dans cette ville, notamment le Wenzhou World Trade Center, le 17e plus haut gratte-ciel de Chine et le 1er de Zhejiang, qui s'élève à 333 m et le Wenzhou Lucheng Plaza en construction, qui va battre ce record avec 350 m de hauteur.
Wenzhou est le berceau de l'industrie de l'optique, de la lunetterie et de l’optométrie en Chine. La ville a également développé l'industrie textile, avec des marques chinoises renommés, telles que Semir, Kangnai.
En 2015, le PIB total était de 461,8 milliards de yuans (59,1 milliards d'euros), et le PIB par habitant de 56 841 ¥ (7 273 €).

## Transports

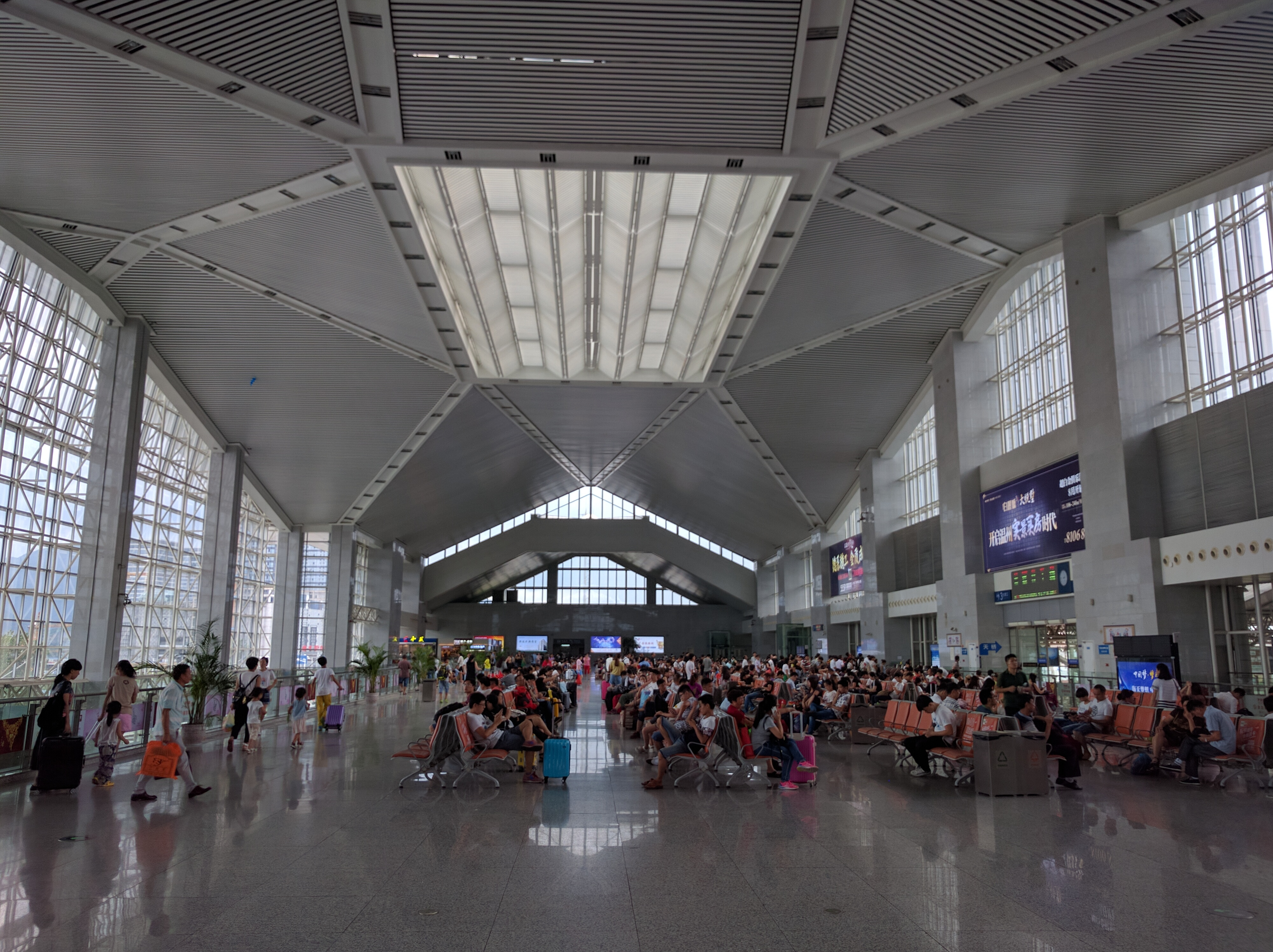
Salle d'attente de la gare de Wenzhou-Sud.

### Ferroviaires
La plus ancienne gare encore en service est la Gare de Wenzhou.
La gare de Wenzhou-Sud est une gare de trains à grande vitesse desservie par les lignes LGV suivantes :
- Ligne Ningbo–Taizhou–Wenzhou
- Ligne Wenzhou–Fuzhou
- LGV Jinhua–Wenzhou

Les trains à grande vitesse permettent de rejoindre notamment au nord les gares de Shanghai-Hongqiao, Hangzhou-Est, et au sud Fuzhou, Xiamen jusqu'à Shenzhen-Nord.
Les deux autres gares de la ville-préfecture sont la gare de Wenzhou-Ouest (zh) et la gare de Wenzhou-Est (zh).

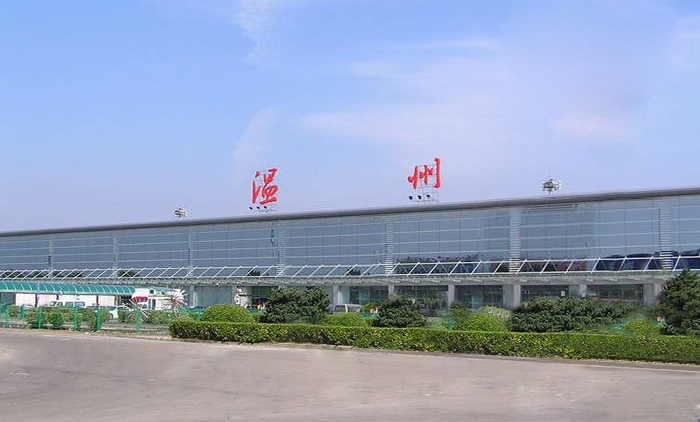
Terminal 1 de l'aéroport international de Wenzhou-Longwan.

### Aérien
L'aéroport international de Wenzhou-Longwan (code IATA : WNZ • code OACI : ZSWZ) était en 2013, avec 6 595 929 passagers, le 28e aéroport de Chine en nombre de passagers. Elle constitue un pôle aérien important dans la région sud du delta autour de Shanghai.

### Routier
La ville est connectée aux autoroutes G15 (et G1513) ainsi qu'aux routes nationales G104 et G330.
Les autoroutes provinciales S10, S19, S26, S34, S35 sont également reliées à la ville.

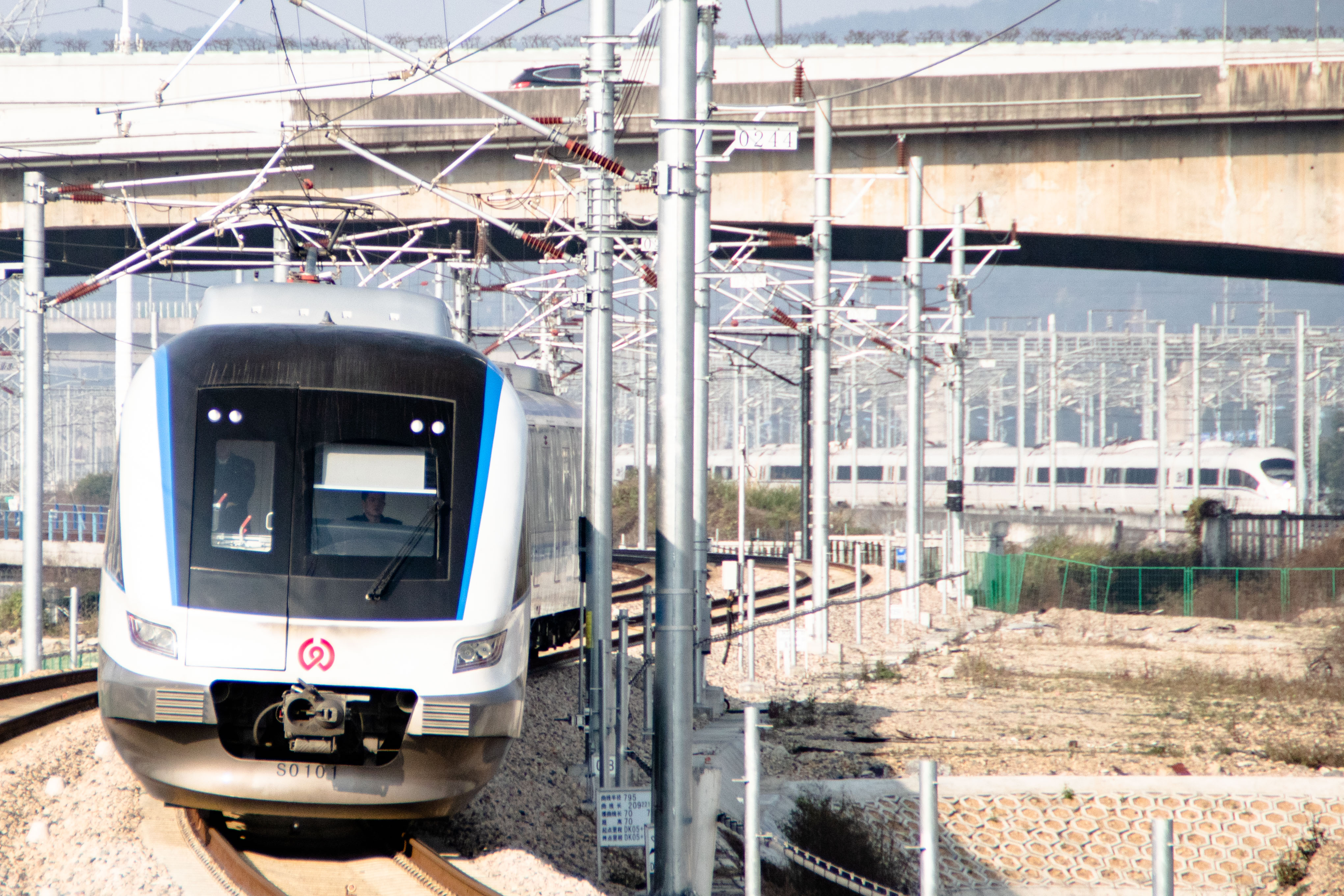
Train de la ligne S1.

### Métro
Le métro de Wenzhou est en cours de développement, avec 3 lignes de type régional, une première en Chine, et de 2 lignes urbaines.
La ligne S1 est mise en service depuis 2018. Il relie à son ouverture la gare de Wenzhou-Sud, au Sud-Ouest de la ville, au centre olympique, situé à l'Sud-Est du centre-ville. À terme, la ligne doit être prolongée jusqu'à l'aéroport.

## Wenzhou en France

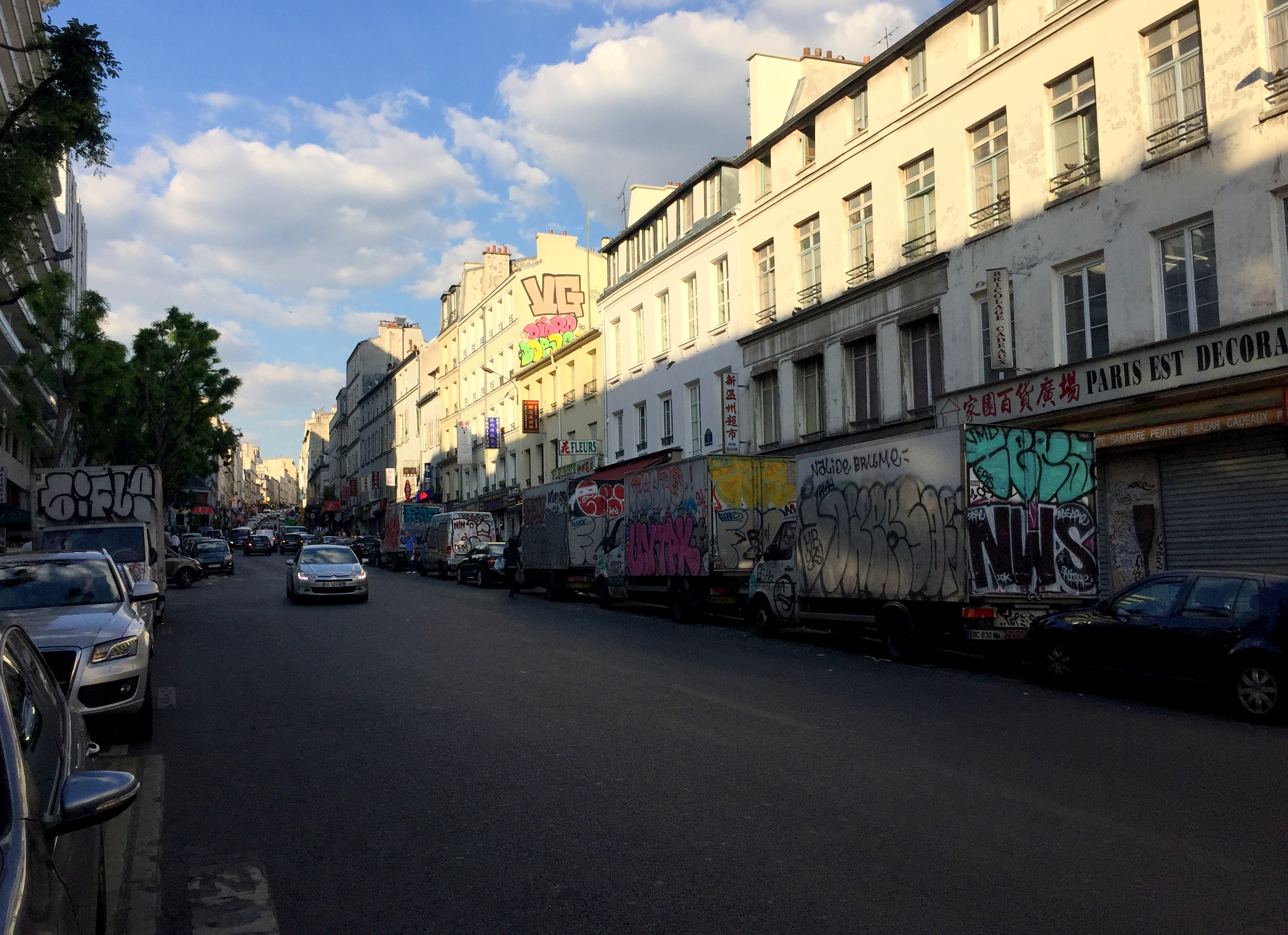
Rue de Belleville, avec de nombreux commerces de la communauté de Wenzhou.

La communauté chinoise en France, et notamment de la région parisienne, est en grande partie originaire de Wenzhou. Les quartiers parisiens des 3e, 13e, 19e, et 20e arrondissements voient une grande présence de la communauté de Wenzhou, notamment à Belleville et Arts-et-Métiers.
C'est l'ouverture en 1876 du port de Wenzhou au commerce international par la convention internationale de Chifu qui va développer dans la ville, et dans la province du Zhejiang, une classe marchande qui exporte vers l'Europe et le Sud-est asiatique notamment des objets sculptés en pierre de Qingtian. Ainsi quelques milliers d'habitants du Zhejiang vont émigrer en France, comme ailleurs, comme colporteurs à pied ou à vélo au service de ces entrepreneurs de Wenzhou.
Recrutés pendant la Première Guerre mondiale, quelque 100 000 sont venus suppléer les travailleurs français partis au front, dont 2 000 à 3 000 sont restés en France après la fin du conflit. Après la Seconde Guerre mondiale, ils ont notamment repris les commerces de maroquinerie des juifs victimes de la déportation.
Les immigrés de Wenzhou ont aussi immigré dans les années 1980-1990 avec en tête le « rêve français », le rêve d'une vie meilleure en France (qui aujourd'hui peut être dans certains cas remis en cause).
Les originaires de Wenzhou constituent l'immigration historique et la plus importante numériquement en France. La communauté de Wenzhou reste relativement indépendante des autres communautés chinoises, arrivées par d'autres raisons historiques : les Dongbei et les Chinois de la diaspora, appelé Chaozhou[pas clair] (ou encore Teochew).

## Personnalités liées à Wenzhou
- Sui He (1989-), mannequin.
- Feng Zhenghu (1954-), économiste et défenseur des droits de l'homme chinois.
- Qian Xuesen, mathématicien.
- Ding Liren (1992-), Joueur d'échecs chinois.
- Winwin (1997-) chanteur et danseur.
- Marc Lin (1997-) Interne de chirurgie podologique.
- Cai Xukun (1998-) chanteur et compositeur.
- Hu Jeremy (2001-) Analyste financier JP Morgan Private Bank.
- ChengFeng Ding (1999-) Yi mi liu